# Van Maanens Stern
Van Maanens Stern (auch Van Maanen 2) ist ein im Jahr 1917 von Adriaan van Maanen entdeckter Weißer Zwerg im Sternbild Fische. Mit einer Entfernung von etwa 14 Lichtjahren ist er nach Sirius B und Prokyon B der drittnächste bekannte Weiße Zwerg und der nächste, der nicht Teil eines Mehrfachsystems ist. Die mögliche Existenz eines substellaren Begleiters wurde mehrfach vorgeschlagen, bleibt jedoch unbestätigt.